# Théâtre Knickerbocker
Le théâtre Knickerbocker (Knickerbocker Theatre) est un ancien théâtre de New York, situé sur 1396 Broadway (West 38th Street). Ouvert en 1893, il est détruit en 1930.

## Histoire
Ce théâtre de 1500 places a été conçu par le cabinet d'architecte J. B. McElfatrick & Co. Lors de son ouverture, il est connu sous le nom d'Abbey's Theatre, du nom du producteur et directeur du théâtre, Henry Eugene Abbey ; l'inauguration a lieu le 8 novembre 1893 avec le mélodrame The Countess Valeska. Au milieu des années 1890, Lillian Russell a joué au théâtre.
Après la mort d'Abbey en 1896, Al Hayman et un syndicat prennent le contrôle du théâtre et le rebaptise le Knickerbocker. Dans ses premières années, le théâtre accueille des pièces de Shakespeare et la comédie musicale édouardienne. Plusieurs premières des opérettes de Victor Herbert y sont jouées. En 1906, le théâtre présente la première enseigne électrique mobile sur Broadway, avec une publicité pour sa production de Herbert, The Red Mill. Des opérettes de compositeurs européens, comme The Dollar Princess et Die lustige Witwe y sont également jouées.
Après la Première Guerre mondiale, le théâtre a continué à présenter un mélange de comédies musicales, de nouvelles pièces de théâtre et des classiques. Après le krach de Wall Street de 1929, le théâtre ferme. Il est démoli en 1930, avec le théâtre du Casino à proximité, pour faire place à l'expansion du Garment District.

## Sources
- (en) Cet article est partiellement ou en totalité issu de l’article de Wikipédia en anglais intitulé « Knickerbocker Theatre (Broadway) » (voir la liste des auteurs).